# KFNB – Patria
Die Dampflokomotive „PATRIA“ war eine Personenzuglokomotive der Kaiser Ferdinands-Nordbahn (KFNB). Sie war die erste in Österreich gebaute Lokomotive.

## Geschichte

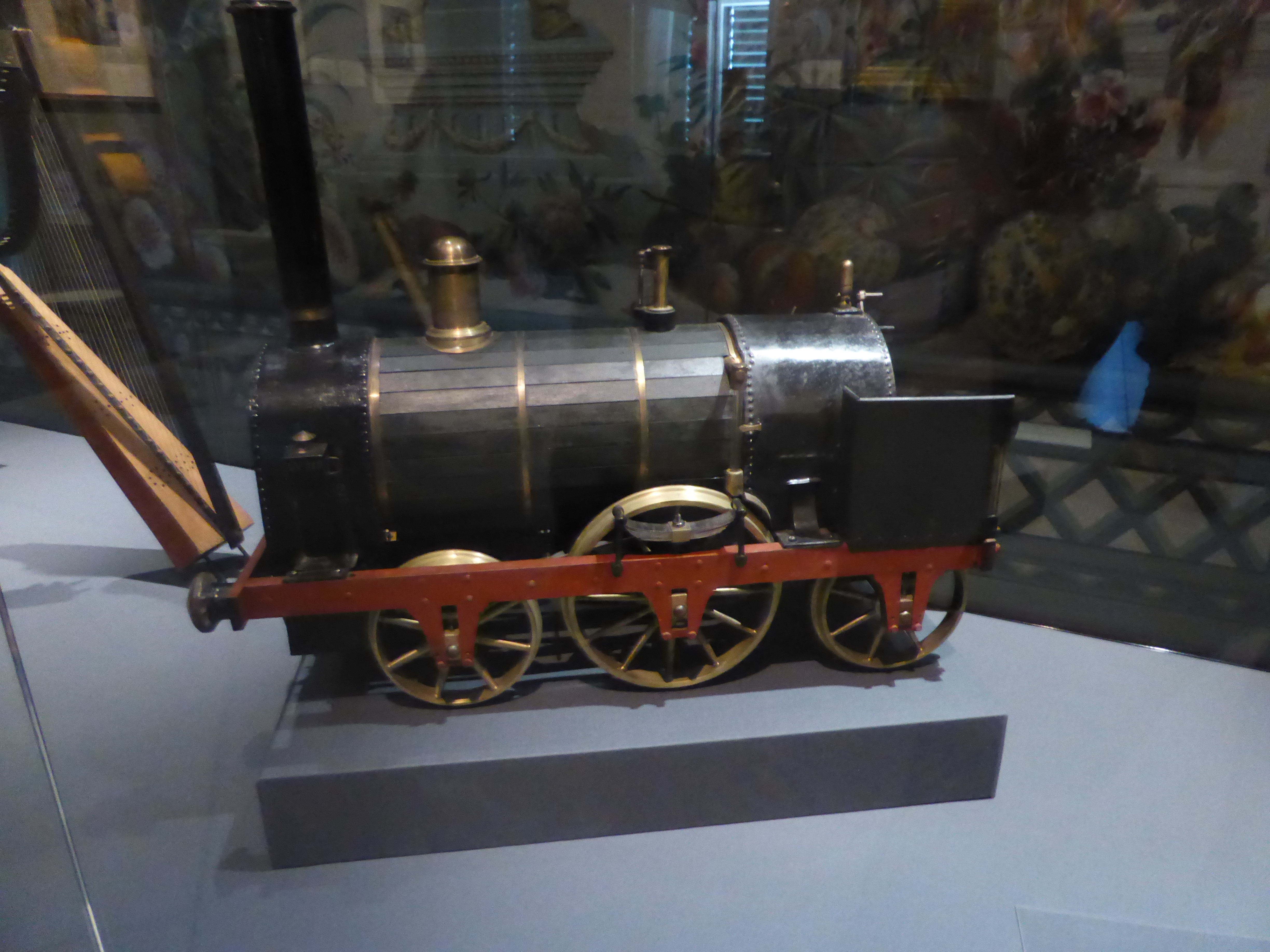
Spielzeuglok des späteren Kaisers Franz Joseph

Sie wurde 1840 von der Werkstätte der KFNB gebaut und entsprach den damals typischen englischen Maschinen mit Achsformel 1A1 (vgl. „AUSTRIA“ und „VINDOBONA“). 
Die beiden Zylinder waren unter der Rauchkammer angeordnet und trieben die gekröpfte zweite Achse an.
Bei ihrer Probefahrt am 18. Oktober 1840 erreichte sie mit acht angehängten Waggons, die mit 200 Personen besetzt waren, zwischen Wien und Gänserndorf 43 km/h.
Die „PATRIA“ wurde im Jahr 1862 ausgemustert. 
Es sind weder Fotos noch Zeichnungen von dieser historischen Maschine vorhanden. Jedoch wird angenommen, dass die in der Sammlung der Wiener Wagenburg befindliche kaiserliche Spielzeuglok des späteren Kaisers Franz Joseph aus ca. 1840 ein Modell der Patria ist.